# Strongylocassis atripes
Strongylocassis atripes är en skalbaggsart som först beskrevs av J. L. Leconte 1859.  Strongylocassis atripes ingår i släktet Strongylocassis och familjen bladbaggar. Inga underarter finns listade i Catalogue of Life.